# 赵宣之
赵宣之（？—？），字长文，下邳郡僮县（今江苏省沭阳县）人，东晋官员。

## 生平
赵宣之官至江乘县县令，早逝没有儿子。永初二年（421年），刘宋追尊赵裔为为临贺县侯，以赵宣之弟弟的孙子赵袭之继承赵宣之的爵位。

## 墓地
江苏省考古学会2023年会上披露，镇江市环山路六朝墓地位于润州区官塘桥街道环山路东侧，7座东晋至南朝时期砖室墓有序排列在一处岗地上。墓葬呈西北东南方向排列，有序分布。其中M5、M6两座砖室墓保存较好，为刀形墓；M9、M12两座砖室墓尺寸较大，规格高，为带斜坡墓道的“凸”字形墓。其中，M6随葬品保存较完整者20件，多分布在墓室前端祭台附近。其中1枚六面印通高 3.3厘米、长1.4厘米、宽 1.1厘米，下部近正方形，长2.1厘米、宽2厘米。阴刻篆书，鼻印为“白记”，正面为“赵长文”，左为“赵宣之白牋”，右为“臣宣之”，后为“赵宣之白事”，底为“赵宣之”。专家判断：环山路六朝墓时代应为东晋早期至南朝早期。   

## 家庭

### 祖父
- 赵彪，东晋治书侍御史

### 父亲
- 赵裔，东晋平原郡太守，追赠光禄大夫、临贺县侯
- 东莞孙氏，追赠豫章郡建昌县君

### 兄弟姐妹
- 赵安宗，嫁东晋郡功曹刘翘，追尊孝穆皇后
- 赵伦之，刘宋左光禄大夫、领军将军、霄城元侯